# I. e. 62
Évszázadok: i. e. 2. század – i. e. 1. század – 1. század
Évtizedek: i. e. 110-es évek – i. e. 100-as évek – i. e. 90-es évek – i. e. 80-as évek – i. e. 70-es évek – i. e. 60-as évek – i. e. 50-es évek – i. e. 40-es évek – i. e. 30-as évek – i. e. 20-as évek – i. e. 10-es évek
Évek: i. e. 67 – i. e. 66 – i. e. 65 – i. e. 64 –  i. e. 63 – i. e. 62 – i. e. 61 – i. e. 60 – i. e. 59 – i. e. 58 – i. e. 57

## Események

### Róma
- Decimus Iunius Silanust és Lucius Licinius Murenát választják consulnak.
- Január: az előző évi consul, Antonius Hybrida (pontosabban a lovassági főparancsnok, Marcus Petreius, mivel a consul köszvénye miatt nem vett részt az ütközetben) Pistoria mellett legyőzi a Catilina-összeesküvés erőit. Catilina is elesik.
- Iulius Caesart praetornak választják meg. Felesége, Pompeia Bona Dea-ünnepséget tart a házában, amin férfiak nem vehetnek részt. Publius Clodius Pulcher nőnek öltözve mégis bejut, de elfogják és szentségtörésért elítélik. Pompeia bűnössége nem bizonyosodik be, de Caesar mégis elválik tőle, mondván hogy feleségének gyanú fölött kell állnia.
- Cicero elmondja Pro Archia Poeta c. beszédét egy hamis polgárjoggal vádolt költő perében.
- December: Pompeius visszatér Itáliába. Attól tartanak, hogy erőszakosan meg akarja szerezni a hatalmat, de a törvényeknek megfelelően feloszlatja légióit és kis kísérettel utazik Rómába. Hódításai és a hagyományokhoz való ragaszkodása nagy népszerűséget szerez számára és útközben hatalmas tömeg követi.
- Pompeius legatusa, Marcus Aemilius Scaurus júdeai beavatkozásuk miatt a nabateusok ellen vezet hadjáratot. Ostrom alá veszi Petrát, de 300 talentum ellenében visszavonul.
- Megépül a Pons Fabricius, a legrégebbi római híd, amely ma is eredeti állapotában maradt.

### Kis-Ázsia
- Megépül I. Antiokhosz Theosz kommagénéi király síremléke a Nemrut-hegyen.

## Halálozások
- Lucius Sergius Catilina, római politikus
- Quintus Roscius Gallus, római színész

## Fordítás
- Ez a szócikk részben vagy egészben  a(z)   62 av. J.-C. című francia Wikipédia-szócikk ezen változatának fordításán alapul.  Az eredeti cikk szerkesztőit annak laptörténete sorolja fel. Ez a jelzés csupán a megfogalmazás eredetét és a szerzői jogokat jelzi, nem szolgál a cikkben szereplő információk forrásmegjelöléseként.